# Барати, Джордж
Джордж Барати (англ. George Barati, настоящее имя Дьёрдь Браунштайн, венг. Braunstein György; 3 апреля 1913, Дьёр, Австро-Венгрия — 22 июня 1996, Сан-Хосе, США) — американский дирижёр, виолончелист и композитор венгерско-еврейского происхождения.

## Биография
Окончил музыкальную школу в Дьёре, затем Музыкальную академию имени Ференца Листа в Будапеште. В 1936—1938 гг. первая виолончель Будапештского симфонического оркестра, играл также в струнном квартете Pro Ideale (примариус Михай Кутнер), выступал вместе с ведущими музыкантами Венгрии — Белой Бартоком, Эрнестом Донаньи и другими.
В 1939 г. эмигрировал в США, в 1944 г. получил американское гражданство. В 1939—1943 гг. преподавал виолончель в Принстонском университете, одновременно изучая там же композицию и контрапункт у Роджера Сешенса; учился также у хормейстера и органиста Генри Свиттена (1899—1969). В 1944—1946 гг. дирижировал военным оркестром в Александрии (Луизиана). В 1946—1950 гг. работал в Сан-Франциско, был виолончелистом Сан-Францисского симфонического оркестра под управлением Пьера Монтё, руководил собственным камерным оркестром, играл в Сан-Францисском струнном квартете. В 1950—1968 гг. главный дирижёр Симфонического оркестра Гонолулу; в этот период широко гастролировал как приглашённый дирижёр, входил в жюри конкурса дирижёров имени Митропулоса; в 1955 г. был удостоен звания почётного доктора Гавайского университета. Затем вернулся в Калифорнию, руководил камерными оркестрами в Саратоге и Аптосе.
Умер от травм головы, полученных в результате уличного нападения неизвестных лиц.
Композиторское наследие Барати, выдержанное в европейской довоенной манере, включает симфонию, фортепианный, виолончельный и гитарный концерты, симфонические поэмы — в том числе «Песнь тьмы» и «Песнь света» (1992), посвящённые памяти умершей от рака дочери Лорны. Некоторые произведения гавайского периода включают местный фольклорный музыкальный материал.